# Sabacché (Tecoh)
Sabacché es una localidad ubicada en el municipio de Tecoh del estado mexicano de Yucatán. Tiene una altitud promedio de 10 m s. n. m. y se localiza al sur de la ciudad capital del estado, la ciudad de Mérida.

## Toponimia
El nombre (Sabacché) proviene del idioma maya.

## Demografía
Según el censo de 2005 realizado por el INEGI, la población de la localidad era de 158 habitantes, de los cuales 84 eran hombres y 74 eran mujeres.
| 166                         | 190 | 138 | 154 | 115 | 118 | 134 | 161 | 173 | 150 | 166 | 153 | 158 |
| (Fuente: INEGI [Consultar]) |     |     |     |     |     |     |     |     |     |     |     |     |

## Galería

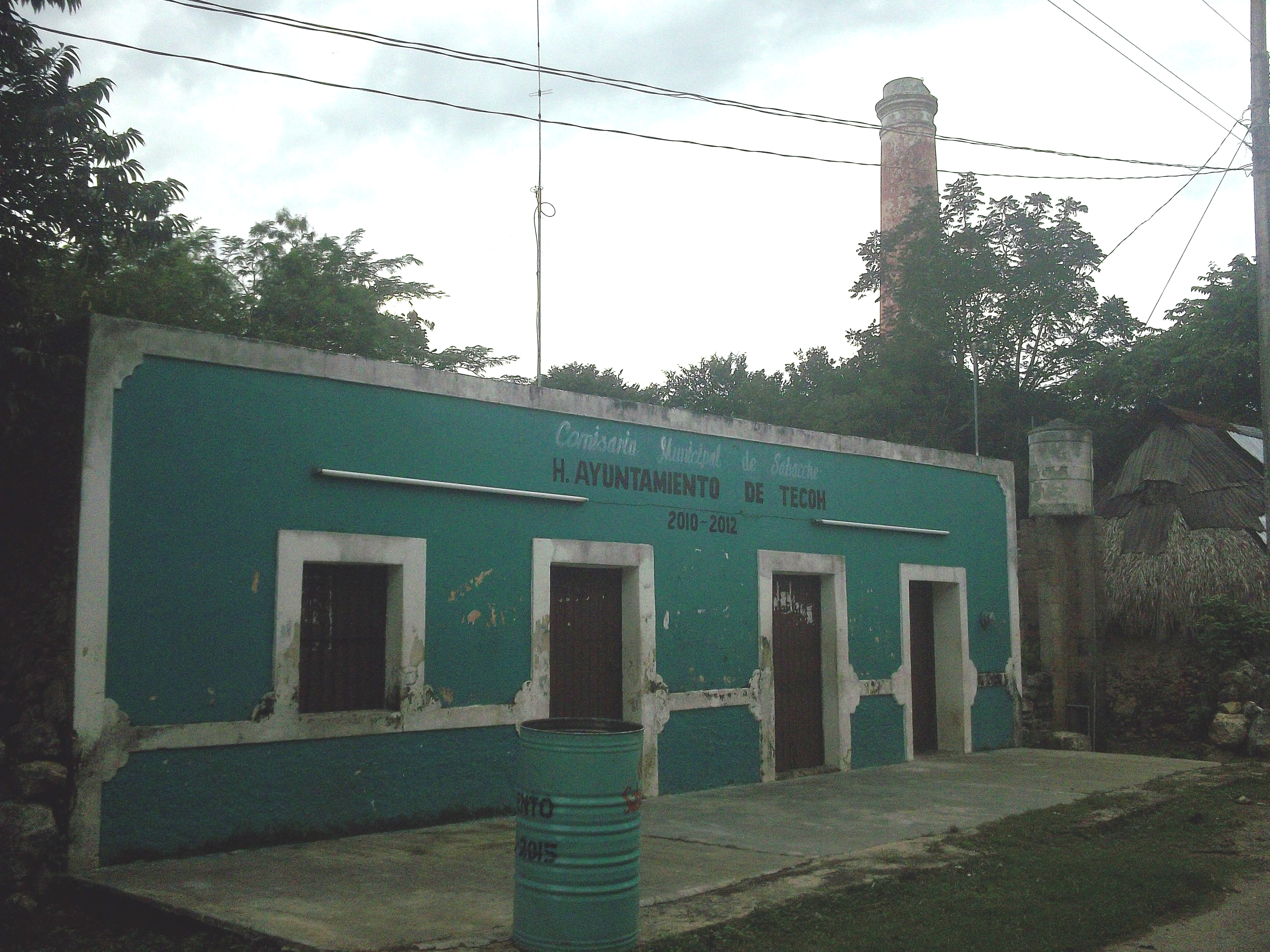
Casa comisarial.
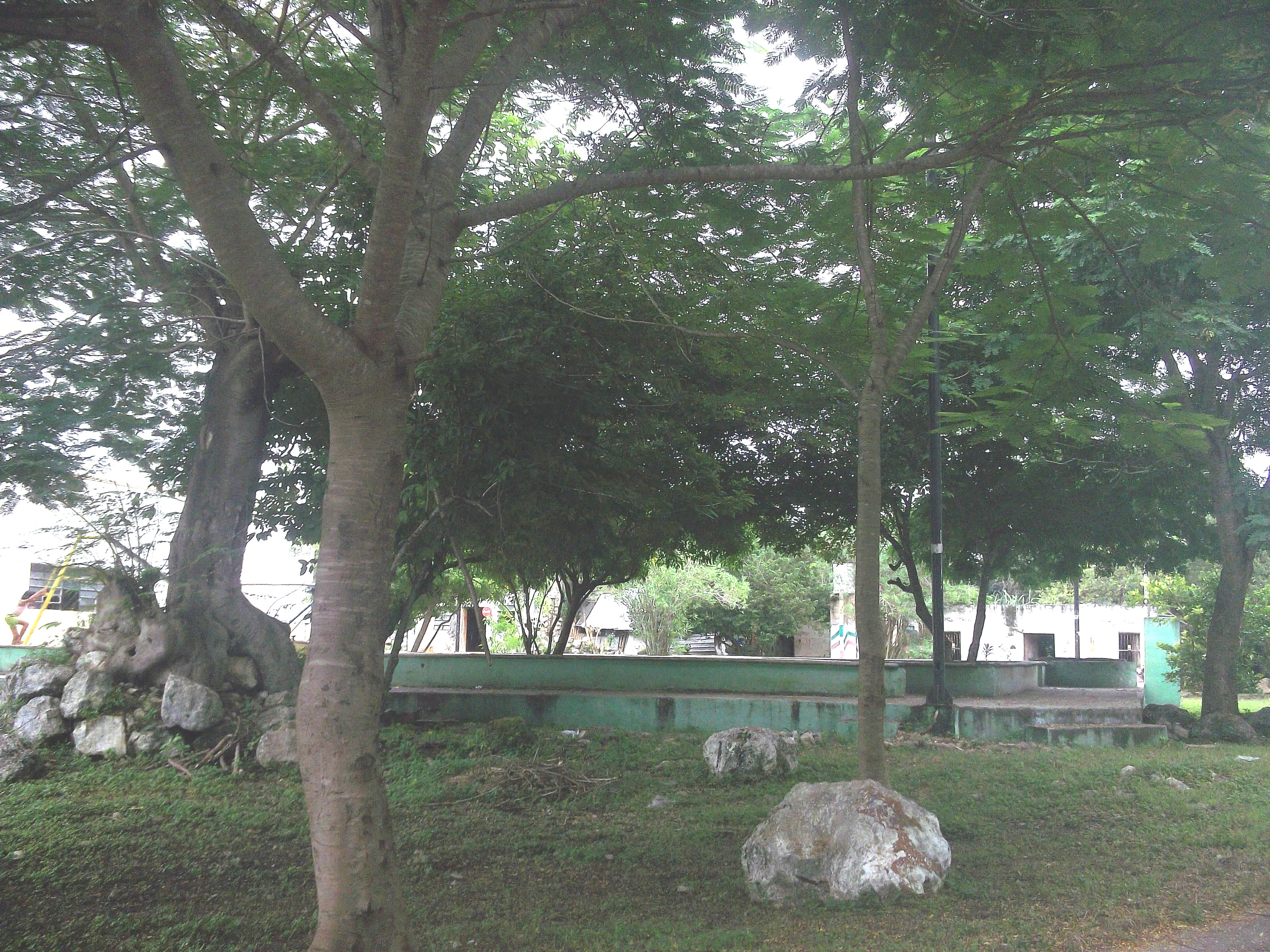
Parque principal.
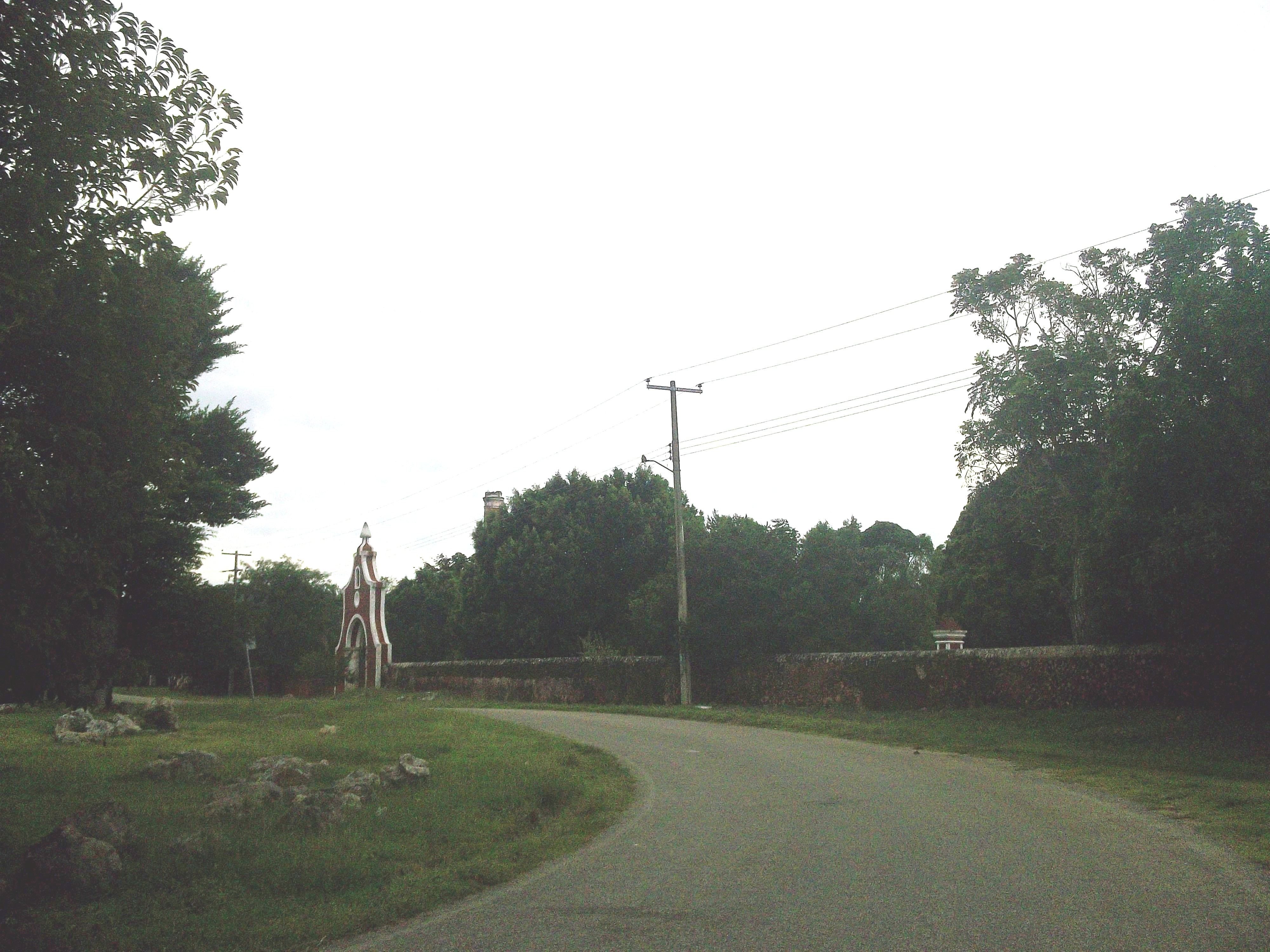
Hacienda.
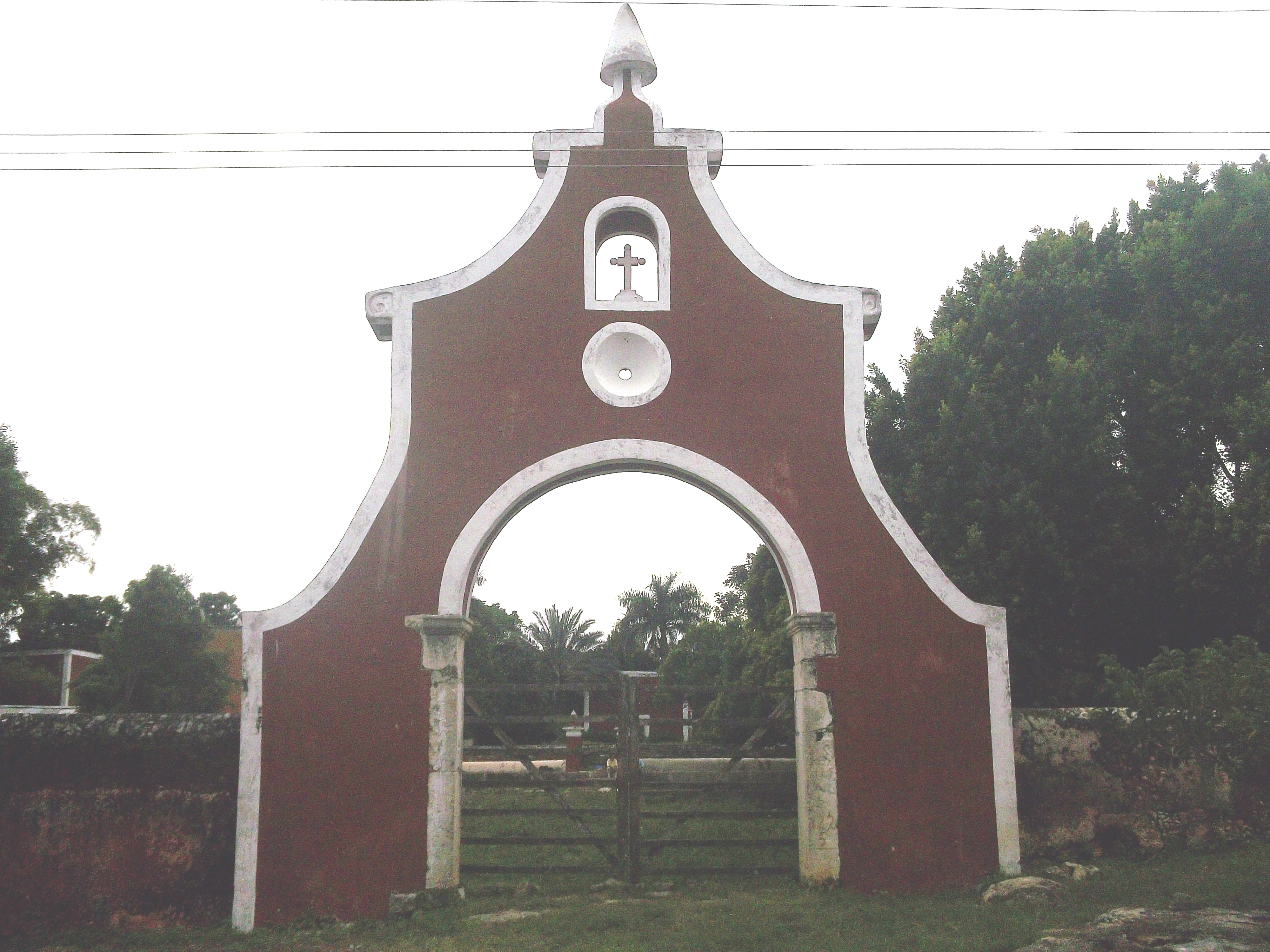
Hacienda.
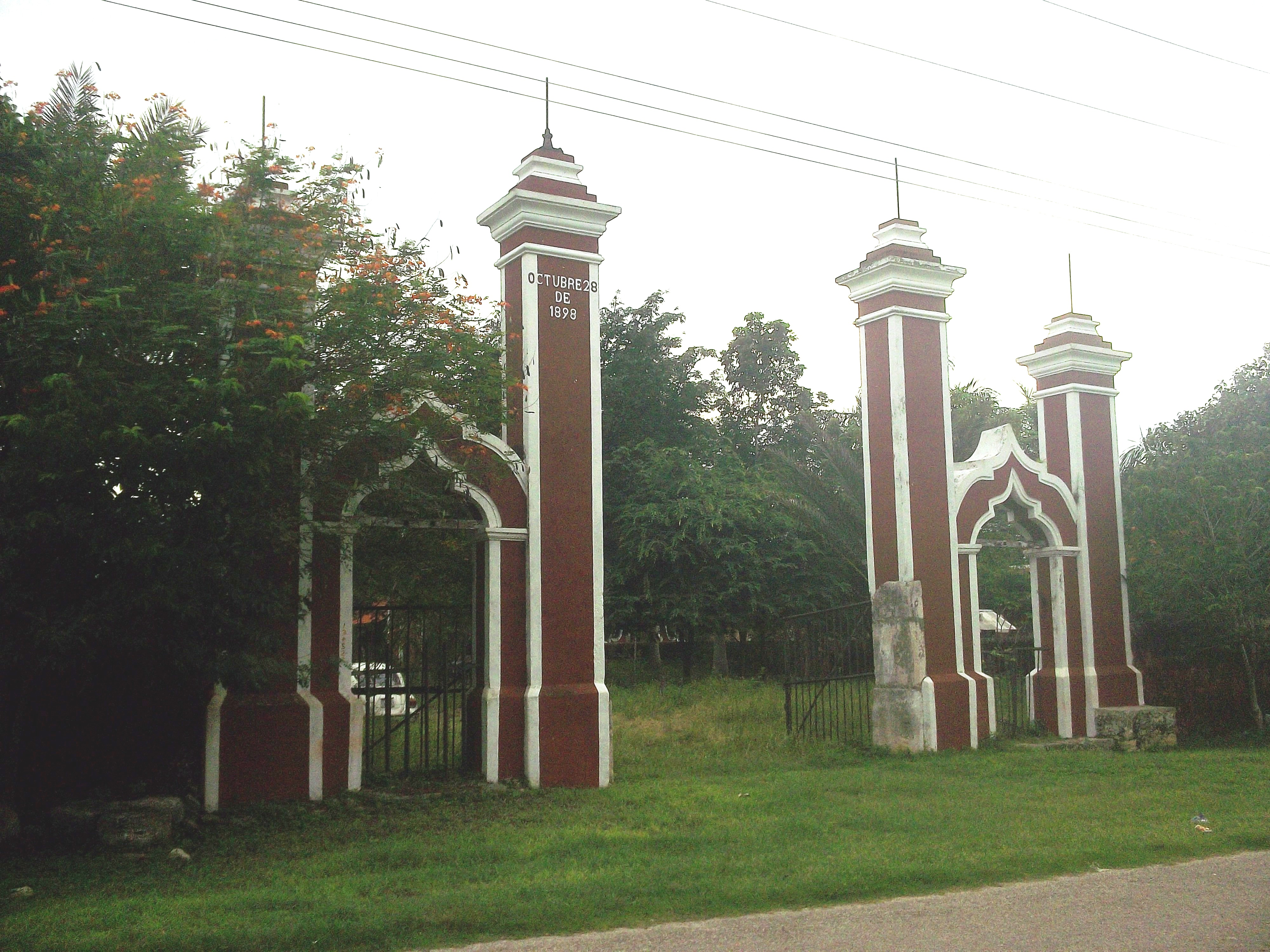
Hacienda.
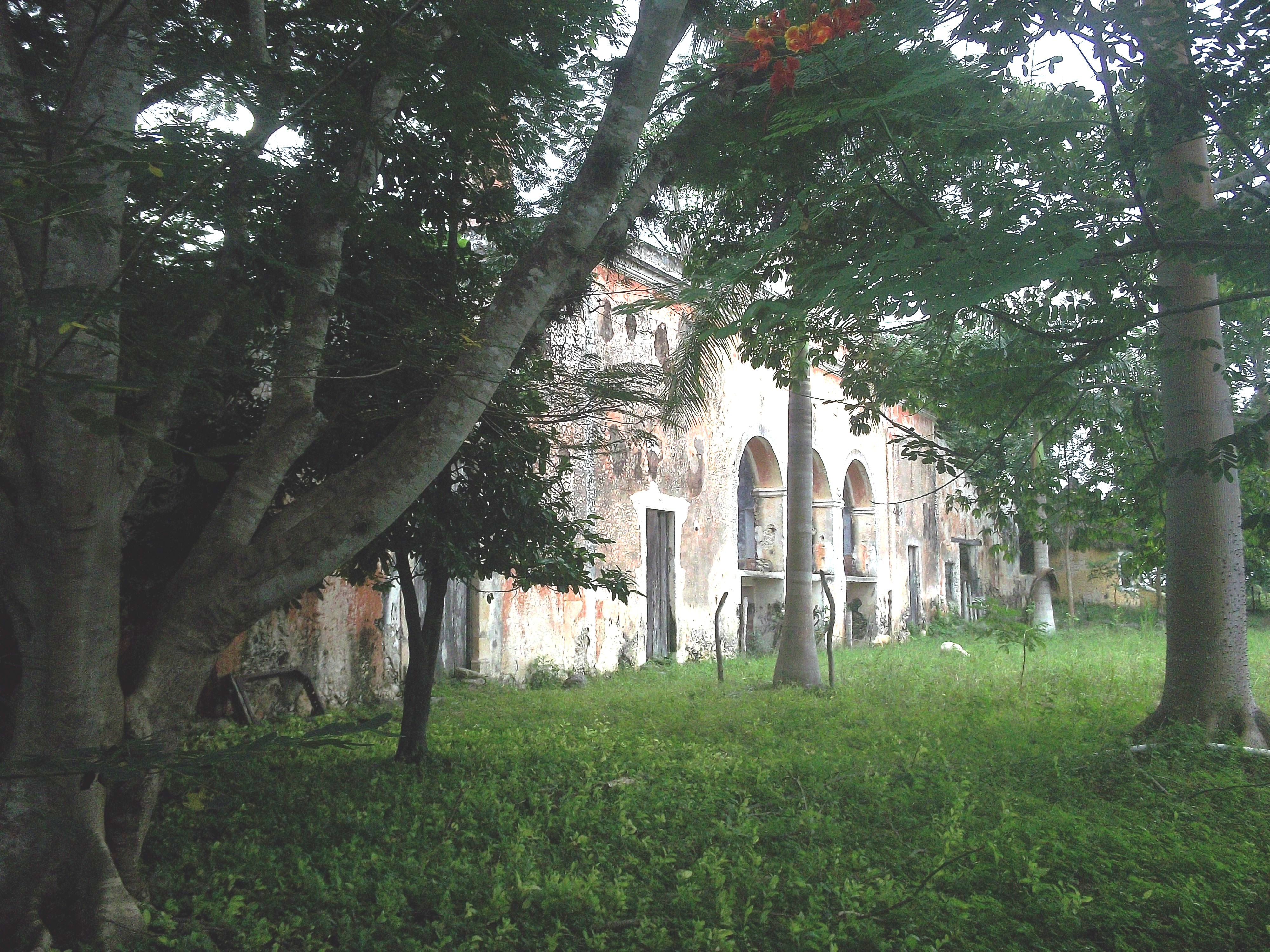
Hacienda.